# Mẫu hình Búa ngược
Sự hình thành hình nến Búa ngược chủ yếu xảy ra ở đáy của các xu hướng xuống và là lời cảnh báo về một sự đảo ngược đi lên tiềm năng. Điều quan trọng cần lưu ý là mẫu hình đảo ngược chỉ là một cảnh báo thay đổi giá tiềm năng, không phải là một tín hiệu, trong và của chính nó, để mua.
Sự hình thành Búa ngược, giống như sự hình thành Sao băng, được tạo ra khi giá mở, giá thấp, và giá đóng là trong khoảng cùng một mức giá. Ngoài ra, có một bóng trên dài, trong đó phải có ít nhất hai lần chiều dài của thân nến.
Khi giá thấp và giá mở là như nhau, một hình nến Búa ngược tăng được hình thành và nó được coi là một dấu hiệu tăng mạnh hơn khi giá thấp và giá đóng giống nhau, tạo thành một Người treo giảm (Người treo giảm vẫn được coi là tăng, chỉ không tăng nhiều bởi vì phiên kết thúc bằng cách đóng cửa với giảm giá).
Sau khi một xu hướng giảm dài, sự hình thành của một Búa ngược là tăng vì giá do dự di chuyển của chúng xuống bằng cách tăng đáng kể trong phiên. Tuy nhiên, người bán trở lại vào chứng khoán, tương lai, hoặc tiền tệ và đẩy giá trở lại gần giá mở, nhưng thực tế là giá đã có thể tăng đáng kể cho thấy rằng con bò đang thử nghiệm sức mạnh của con gấu. Những gì xảy ra vào phiên sau mẫu hình Búa ngược là cái cho thương nhân một ý tưởng về việc liệu giá sẽ cao hơn hoặc thấp hơn.